# Phare du Manning Memorial

Le phare de Manning Memorial (en anglais : Manning Memorial Light), est un phare privé du lac Michigan, situé dans le canton d'Empire (en), dans le Comté de Leelanau, Michigan.

## Historique
Nommé aussi phare Robert H. Manning Memorial, il porte le nom d'un résident du canton d'Empire. Manning aimait pêcher au large et revenait souvent de ces excursions en bateau tard dans la nuit. Il a souvent fait remarquer à des amis et à des parents qu'il souhaitait qu'un phare se trouve dans la région pour faciliter la navigation. Après sa mort en 1989, des amis et des parents ont recueilli des fonds pour construire le phare en tant que mémorial. Le phare a été illuminé en 1990. C'est ainsi le deuxième plus récent phare du Michigan (le plus récent étant le phare du Tri-Centenaire de Détroit et l'autre le phare du  William Livingtone Memorial).

## Description
Le phare  est une tour cylindrique en bois recouvert de stuc, avec galerie et lanterne  de 11 m de haut. La tour est peinte en blanc et la lanterne est noire.
Il émet, à une hauteur focale de 11,5 m, un flash blanc par période de 4 secondes. Sa portée n'est pas connue.
Identifiant  : ARLHS : USA-1268 ; USCG :  7-18366.

### Lien connexe
- Liste des phares au Michigan